# 백세카레면
《백세카레면》은 오뚜기가 제조하는 100g 중량의 카레맛 라면이다. 2007년에 첫 생산을 시작하였다. 주요 첨가물은 울금을 포함한 13가지 천연 향신료, 브로콜리, 토마토, 표고버섯, 양파이다. 2008년 4월 오뚜기는 칼국수면을 이용한 《백세카레면 칼국수》, 카레 향신료·가쓰오 우동 성분을 포함한 《백세카레면 우동》을 새롭게 출시하였다. 오뚜기는 해당 제품 판매량이 2008년도 들어서 월 평균 10%씩 증가했다고 밝혔다.
2013년 6월 단종됐다.

## 평가
2007년 출시 당시 대한민국 식품업계는 해당 라면을 건강 컨셉에 부합한 제품이라고 평가하였다. 업계측은 이런 류의 라면으로 농심의 《건면세대》가 있다고 언급하였다.
2008년 오뚜기는 해당 제품의 판매요인을 자체적으로 평가하였다. 그들은 대한민국 대중사이에서 당시 불었던 웰빙 트렌드, HACCP인증을 통한 공장위생시설의 강화가 이와 연관이 있다고 주장하였다.